# حماد حامد السالمي
حماد حامد السالمي كاتب وصحافي سعودي ولد في بني سالم في الطائف عام 1374هـ.

## نشأته وتعليمه
ولد السالمي في الطائف في قرية المضيق من قرى بني سالم، وتلقى بها تعليمه الابتدائي، وواصل تعليمه حتى حصل على دبلوم العلوم الاجتماعية من الكلية المتوسطة ومركز العلوم والرياضيات بمكة المكرمة عام 1400هـ، ثم حصل على دبلوم في الدراسات الإسلامية من الكلية نفسها.

## وظائفه

### في مجال التعليم
عمل السالمي في المجال التعليمي لمدة 13 عامًا، وتقاعد من السلك التعليمي في شهر شوال من عام 1422هـ، ومن الوظائف التي عمل بها:
- معلم.
- مرشد طلابي.
- مشرف نشاط.
- باحث تربوي.

### في مجال الصحافة
اشتغل السالمي في وظائف صحفية متعددة لصالح صحف عدة، ووظائفه هي:
- المراسلة.
- التحرير.
- الإشراف على صفحات وملحقات متفرقة.
- رئاسة المكتب الإقليمي لصحيفة الجزيرة منذ افتتاحه عام 1400هـ.

### في المجال الثقافي
- عضو في مجلس إدارة نادي الطائف الأدبي.
- نائب رئيس نادي الطائف الأدبي من عام 1427هـ.
- رئيس نادي الطائف الأدبي بين عامي 1431-1432هـ.
- افتتح منتدى السالمي الثقافي في قريته (المضيق)، وشكل له مجلس إدارة وترأس إدارته.
- له اهتمامات بحثية في تاريخ الطائف وخاصة آثارها.
- له اهتمامات بحثية عن قبيلته (ثقيف).
- كتب السالمي في مجلة الخواطر اللبنانية.[2]

## مؤلفاته
ترك السالمي مؤلفات عدة ألّف بعضها بشكل مستقل وبعضها جُمعت من مجموعة مقالات :
- الأمثال السائرة في ثقيف، الطائف، 1408هـ.
- قبيلة ثقيف: حياتها وفنونها وألعابها الشعبية، وطُبع الكتاب مرتين.
- السعوديون في الرسالة، الطائف، الطبعة الأولى، 1410هـ.
- غدار يا جار (طبعتان).
- الطائف في شذرات العزاوي، (ثلاث طبعات).
- أشعار المحبين إلى يوسف عز الدين، الطائف، الطبعة الأولى، 1414هـ.
- ثراء الآثار في منطقة الطائف (ثلاث طبعات).
- الطائف القديمة أو بقايا الأمس (طبعتان).
- هوامش مسافرة ن الطائف، الطبعة الأولى، 1418هـ/1998م.
- الشوق الطائف حول قطر الطائف (معجم موسوعي شعري في ثلاثة مجلدات).
- المعجم الجغرافي لمحافظة الطائف (ثلاث مجلدات كبيرة).
- ديوان عكاظ: ما قيل في سوق عكاظ من شعر عربي فصيح منذ العصر الجاهلي حتى اليوم، نادي الطائف الأدبي الثقافي، 1428هـ/2007م.
- فصول زمكانية.
- الورد والطائف.. ثنائية معطرة بالشذا والطيب والندى.
- القصيبي في الطائف، 1431هـ.[3]

## وصلات خارجية
- حماد السالمي: «الحية الرقطاء» فتحت لي طريق الصحافة